# Kaukasisk guldhamster
Kaukasisk guldhamster (Mesocricetus raddei) är en däggdjursart som först beskrevs av Alfred Nehring 1894. Mesocricetus raddei ingår i släktet guldhamstrar och familjen hamsterartade gnagare. IUCN kategoriserar arten globalt som livskraftig. Inga underarter finns listade.
Arten blir 14,9 till 22 cm lång (huvud och bål), har en 1,2 till 2,0 cm lång svans och väger 200 till 500 g. Den har allmänt samma utseende som guldhamstern med undantaget att den saknar inslag av rött i pälsen. På ovansidan förekommer istället gråaktig päls, ibland med brunt inslag. Undersidan är täckt av ljusgrå till vitaktig päls. Kännetecknande är ett vitaktigt till krämfärgat område över kinderna och hakan, sedan svartaktiga strimmor under öronen, sedan ett vitt band över bröstets övre del och sedan åter ett svart band över bröstets nedre del. Ibland förekommer helt vita eller helt svarta exemplar.
Denna guldhamster förekommer huvudsakligen i ryska delar av norra Kaukasus och i det angränsande slättlandet norr om bergstrakten. Habitatet utgörs av stäpper med många örter och i viss mån av skogskanter. Arten uppsöker även jordbruksmark. Utbredningsområdet ligger 200 till 2800 meter över havet.
Individerna är vanligen aktiva mellan skymningen och gryningen men kan under vissa årstider vara dagaktiva. Kaukasisk guldhamster håller 4 till 6 månader vinterdvala. Födan utgörs av olika växtdelar beroende på årstid. Denna guldhamster skapar ett förråd i boet. Honor har två till fyra kullar per år. Per kull föds 4 till 24 ungar (oftast 12).
Boets tunnlar går från ingången vanligen 40 till 100 cm ner i marken och sedan följer ett komplext system av horisontala gångar och kamrar.